# Avenida de Carlomagno
La Avenida de Carlomagno (en catalán: Avinguda de Carlemany) es una calle situada en Las Escaldas-Engordany (Andorra), que es la continuación natural de la avenida Meritxell de Andorra la Vieja. Ambas calles forman un continuo urbano entre la capital andorrana y Escaldes y constituyen el principal eje comercial del país.

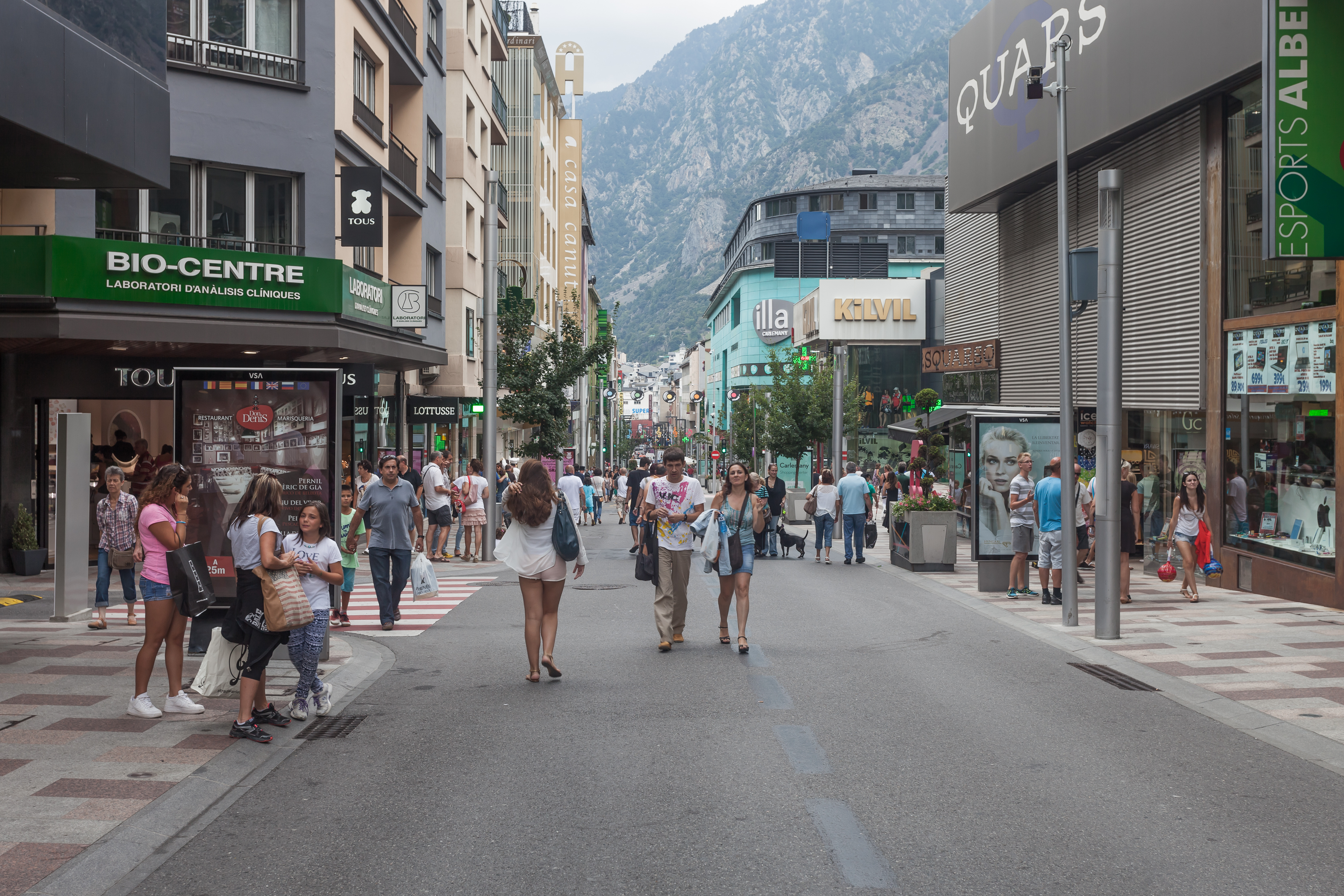
Tramo peatonal.

La avenida está dedicada a Carlomagno, quien según la leyenda se dice que dio la independencia al país. A lo largo de la avenida hay un buen número de bloques de pisos, tiendas y establecimientos turísticos y actualmente se ha abierto un nuevo centro comercial, que lleva el nombre de la avenida, llamado Illa Carlemany. En los últimos años, una parte de la calle ha sido cerrada al tráfico de vehículos y solo pueden circular los peatones.
Contiene edificios emblemáticos como la iglesia de San Pedro Mártir, el Hotel Carlemany (núm. 4), el Hotel Valira (núm. 37), la Casa Lacruz (núm. 61) o la Casa Duró (núm. 91).